# 非対称刈り

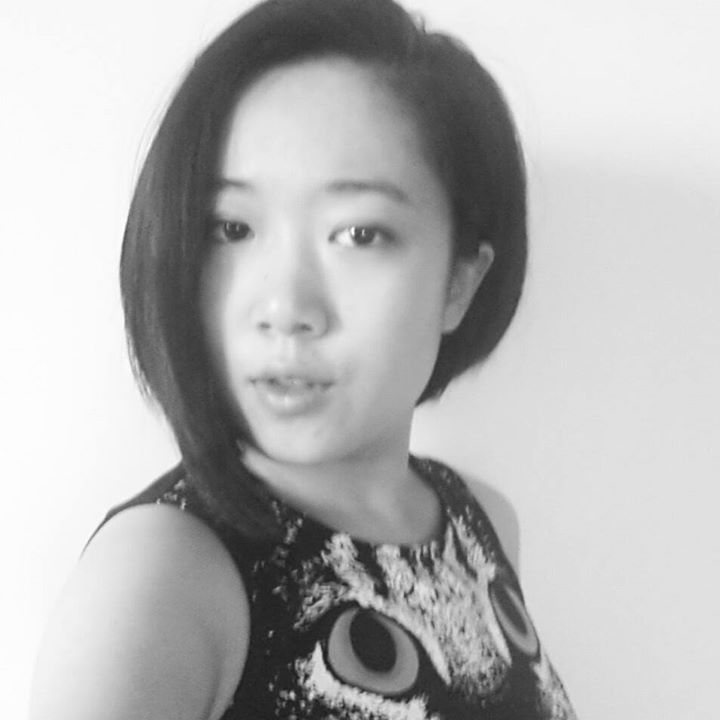
アシンメトリー・ヘア

アシンメトリー・ヘア、アシメ・ヘア、非対称刈り（ひたいしょうがり）とは、髪の長さや形、色が頭部の左右非対称な髪型である。左右で二つの異なる髪型を作るなど、この髪型のパターンはとても多様である。極端なものでは、片側の髪は剃って、片側の髪は残すという髪型になる。

## 視覚効果
左右対称の顔立ちが好まれるという美学がある。しかし、鼻や目の形が左右非対称の場合は、左右対称の髪型では目立ってしまう。そこで、左右非対称の顔のバランスを補うように、あえて左右非対称の髪型する「asymmetrical balance」と呼ばれるというテクニックがある。この際は、髪型の非対称性は顔の非対称性の逆になっている必要がある。また、片方の耳だけ見せる髪型は、顔をスリムに見せる効果があるため、丸顔や目の間隔が広い顔の場合に効果的である。左右非対称の髪型にしていると、そちらに注意がいき、眼鏡をかけているかどうかに注意がいきにくくなるという効果もある。左右非対称の髪型は、よく個性的でアーティスティックと見做されやすい。また、左右非対称の髪型をしていると、顔写真が鏡で反転しているかを判定する助けになるという、心理学実験の結果がある。

## 非対称な髪型の有名人
榎忠（1977年）、シンディ・ローパー（83-84年頃）、藤井フミヤ（84年）、YOSHIKI（85-87年頃）、MIYAVI、ジャスティン・ビーバー、ジャニュアリー・ジョーンズ、ミラ・ジョヴォヴィッチ、キム・カーダシアン、リアーナ、ローランド・オーザバル、アヴリル・ラヴィーン、デミ・ロヴァート、ケリー・クラークソン、デイヴィー・ハヴォック、など。